# Rheotanytarsus rhenanus
Rheotanytarsus rhenanus är en tvåvingeart som beskrevs av Klink 1983. Rheotanytarsus rhenanus ingår i släktet Rheotanytarsus och familjen fjädermyggor. Inga underarter finns listade i Catalogue of Life.